# Mickle Fell

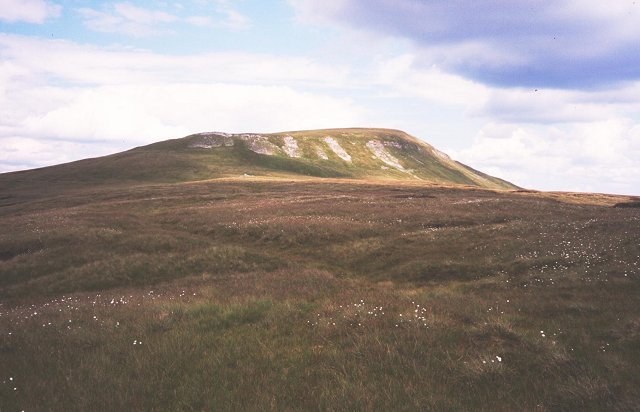
Mickle Fell

Mickle Fell (fornnordiska Storfjället) är ett berg som med sina 788 meter är Penninernas högsta punkt. Det ligger i grevskapet Durham, England, och är en del av det historiska området North Riding of Yorkshire, som i sin tur är en del av Yorkshire.
Berget omges av hedlandskap.